# Дурняківці
Дурняківці — колишнє село, яке розташовувалося на лівому березі Дністер, західніше Старої Ушиці, поряд із селом Гораївка, належало до Кам'янець-Подільського району Хмельницької області. 
У 1981 році затоплене при створенні Дністровського водосховища.

## Історія
За даними видання «Волости и важнѣйшія селенія Европейской Россіи» (1885): «Дурняківці — колишнє власницьке село при річці Дністер, 147 осіб, 16 дворових господарств, православна церква». Входило до складу Грушківської волості Ушицького повіту Подільської губернії. 
1923 року територія Грушківської волості, зокрема і село Дурняківці, увійшла до складу Староушицького району. Після його ліквідації 23 вересня 1959 року Дурняківці (на той час - Наддністрянка) увійшла до складу Кам'янець-Подільського району. Було приєднане до сусідньої Гораївки, у складі якої підпорядковувалися Староушицькій селищній раді.